# Atractus pauciscutatus
Atractus pauciscutatus — вид змій родини полозових (Colubridae). Ендемік Перу.

## Поширення і екологія
Atractus pauciscutatus відомі з типової місцевості, розташованої в районі Карпапати, в долині річки Чанчамайо в регіоні Хунін. Вони живуть в гірських тропічних лісах.